# Krysty Wilson-Cairns
Krysty Wilson-Cairns (* Mai 1987 in Glasgow, Schottland) ist eine britische Drehbuchautorin.

## Leben
Wilson-Cairns konnte als 15-Jährige über ihren Vater am Set der schottischen Fernsehserie Taggart erste Erfahrungen in der Filmbranche sammeln, was ihr Interesse am Filmemachen weckte.
Sie studierte später Drehbuch an der Royal Scottish Academy of Music and Drama und erreichte ihren Master im selben Fach an der National Film and Television School. Später war sie Screenwriter-in-Residence beim Edinburgh International Film Festival (EIFF).
Ab dem Jahr 2012 entstanden erste Kurzfilme nach ihren Drehbüchern. Ihren Drehbuchentwurf für den Science-Fiction-Thriller Aether verkaufte sie 2014 an FilmNation. Für die Fernsehserie Penny Dreadful schrieb sie 2016 die Drehbücher für zwei Episoden und war an neun weiteren als Staff Writer beteiligt. Gemeinsam mit Sam Mendes schrieb sie das Drehbuch für den Kriegsfilm 1917, bei dem Mendes Regie führte. Diese Arbeit brachte beiden bei der Oscarverleihung 2020 eine Nominierung für das Beste Originaldrehbuch ein.
Mit Edgar Wright verfasste sie das Drehbuch zum Horror-Thriller Last Night in Soho.
Am 4. Mai 2020 gab Lucasfilm bekannt, dass Wilson-Cairns zusammen mit Taika Waititi einen neuen Star-Wars-Film schreiben wird.

## Filmografie (Auswahl)
- 2012: All Men’s Dead (Kurzfilm)
- 2012: The End of an Era (Kurzfilm)
- 2013: Dollface (Kurzfilm)
- 2013: Think Again
- 2013: Fink (Kurzfilm)
- 2016: Penny Dreadful (Fernsehserie, 2 Episoden)
- 2019: 1917
- 2021: Last Night in Soho
- 2022: The Good Nurse